# Gare de Grenoble-Universités-Gières
Gare de Grenoble-Universités-Gières vasútállomás Franciaországban, Gières településen.

## Vasútvonalak
Az állomást az alábbi vasútvonalak érintik:
- Grenoble–Montmélian-vasútvonal

## Kapcsolódó állomások
A vasútállomáshoz az alábbi állomások vannak a legközelebb:
- Domène railway station (Gare de Montmélian)
- Gare d’Échirolles (Gare de Grenoble)
- Gare de Lancey